# Juan Boselli
Juan Martín Boselli Duque (Montevideo, 28 ottobre 1994) è un calciatore uruguaiano, attaccante della Juventud.

## Carriera
Ha giocato nella prima divisione uruguaiana e nella seconda divisione spagnola.